# Colombe Schneck
Pour les articles homonymes, voir Schneck et Colombe (homonymie).
Colombe Schneck, née le 9 juin 1966 à Paris (France), est une journaliste française de radio, écrivaine et réalisatrice de documentaires. Ses livres sont traduits dans une dizaine de langues.

## Biographie

### Famille
Sa grand-mère maternelle, Ginda, venue de Lituanie en France pour ses études en 1924, a deux enfants avec un médecin juif russe, Simkha Apatchevesky : une fille, Hélène, mère de Colombe Schneck, décédée en 2001, et un garçon, l'écrivain Pierre Pachet (1937-2016). La nièce de Ginda, Salomé Bernstein, est morte à Auschwitz en 1943.
Son père, Gilbert Schneck, médecin à Sétif, sur le front algérien, est mort en 1990 à l'âge de 58 ans, juif caché pendant la guerre par Charles Schmitt, instituteur à Nontron, et Thérèse Moreau, couturière à Périgueux dont le père Max fut assassiné, en 1949, à Strasbourg.
Colombe Schneck est née à Paris le 9 juin 1966, elle est la sœur du photographe Antoine Schneck, la cousine du scientifique François Pachet, de l'écrivaine Yaël Pachet, et la cousine par alliance de l'écrivain Pierre Michon. Elle a deux enfants : Balthasar (né en 1999) et Salomé (née en 2003).

### Formation
Elle est diplômée de l'Institut d'études politiques de Paris (promotion 1991, section Communication et ressources humaines), et titulaire d'une maîtrise de droit public de l'université Paris 2[réf. souhaitée].

### Carrière
Du 15 avril 1995, au 12 décembre 1999,, elle est journaliste à Arrêt sur images, l'émission de décryptage des médias de Daniel Schneidermann ; en 2000[réf. souhaitée], elle rejoint Canal+ (NPA Midi, Soir, L'Appartement, etc.), et i>Télé, où elle anime i>media, de 2001 à 2007. De septembre 2006 à juin 2009, elle produit et présente J'ai mes sources, diffusée sur France Inter, puis de septembre 2009 à juin 2012, l'émission littéraire Les Liaisons heureuses, sur France Inter, avec Le Monde des livres[source insuffisante]. Chroniqueuse dans Le Fou du roi et en septembre 2012, une chronique littéraire quotidienne, sur France Inter.
Dans son roman, La Réparation (2012), elle restitue une partie de l'histoire de sa famille disparue à Auschwitz,. 
En 2013, elle obtient une résidence d'écriture à la Villa Médicis à Rome et une bourse mission Stendhal, décernée par l'Institut français et effectuée à Santa Cruz de la Sierra en Bolivie.
En janvier 2015 sort son livre Dix-sept ans, dans lequel elle revient sur l'IVG qu'elle a subie à cet âge, narration déclenchée à la suite de l'influence d'une autre romancière, Annie Ernaux, qui avait elle aussi raconté plusieurs décennies plus tard son avortement, dans son ouvrage publié en 2000 L'Événement
Membre du collectif 50/50, elle promeut l’égalité des femmes et des hommes et la diversité dans le cinéma et l’audiovisuel,,

## Filmographie
- Nucléaire, un si long silence, Riff production, diffusion la Cinquième, janvier 1999
- Quand je suis tombé dans la télévision, Riff productions, diffusion La Cinquième juin 1999
- Femmes suspectes, Elzevir productions, diffusion sur Arte en novembre 2014
- Les Vieux Amoureux, une coproduction Elzevir et Arte, diffusion sur Arte en septembre 2016